# Tatti Moreno
Tatti Moreno, nome artístico de Octavio de Castro Moreno Filho (Salvador, 18 de dezembro de 1944 – 13 de julho de 2022), foi um escultor brasileiro. Autodidata, teve como orientador o também escultor Mário Cravo, em um curso livre na Escola de Belas Artes da Universidade Federal da Bahia.
O artista tem suas obras expostas em locais públicos como o Dique do Tororó, o Largo de Santana, o Parque Jardim dos Namorados em Salvador, o Lago Paranoá em Brasília e nos jardins da Estação Tucuruvi do Metrô de São Paulo.
|                                                                           |  |                                                   |
| Conjunto escultórico representando orixás no Dique do Tororó, em Salvador |  | Ogô na estação metroviária Tucuruvi, em São Paulo |

Em 2016, foi lançada sua biografia escrita por Claudius Portugal. Ele morreu em Salvador no dia 13 de julho de 2022, aos 77 anos, e está sepultado no Cemitério Jardim da Saudade.